# Sefaköy, Meram
Sefaköy là một thị trấn thuộc quận Meram, tỉnh Konya, Thổ Nhĩ Kỳ. Dân số thời điểm năm 2011 là 2.387 người.